# Alfred Kunz
Alfred Kunz (* 26. Juni 1894 in Wien; † 2. August 1961 ebenda) war ein österreichischer Filmarchitekt, Bühnen- und Kostümbildner. Er erhielt in der Sparte „Angewandte Kunst“ den Preis der Stadt Wien für Bildende Kunst im Jahr 1949.

## Leben
Kunz war ab 1918 als freischaffender Architekt tätig und ab 1922 als Bühnenbildner und Ausstatter an vielen Wiener Bühnen eingesetzt. Kunz arbeitete auch früh für den Film und war einflussreich als Modezeichner. Von 1938 bis 1945 war Kunz künstlerischer Leiter des Wiener Hauses der Mode im Palais Lobkowitz und wesentlich beteiligt an der 1939 erfolgten Umgestaltung der Wiener Frauenakademie in eine Modeschule der Stadt Wien. Kunz war nach 1945 bis 1955 erster Direktor der in Schloss Hetzendorf wieder gegründeten Modeschule und baute die heutige Modesammlung des Wien Museums auf. 

## Filmografie
als Filmarchitekt
- 1922: Die Geburt des Antichrist
- 1924: Ssanin
- 1926: Das graue Haus
- 1926: Schützenliesel
- 1927: Die Familie ohne Moral
- 1927: Rinaldo Rinaldini
- 1934: Vorstadtvarieté
- 1935: Die Fahrt in die Jugend
- 1935: Letzte Liebe
- 1936: Singende Jugend
- 1943/45: Freunde
- 1944: Die goldene Fessel

als Kostümbildner
- 1935: Letzte Liebe
- 1936: Die Leuchter des Kaisers
- 1936: Lumpacivagabundus
- 1937: Premiere
- 1940: Der Postmeister
- 1940: Ein Leben lang
- 1942: Wiener Blut
- 1944/49: Wiener Mädeln